# Fondiaria Sai
Fondiaria Sai (abbr. Fonsai) è stata una compagnia assicuratrice italiana con sede a Torino in corso Galileo Galilei 12, che faceva parte del Gruppo assicurativo Unipol. Il 6 gennaio 2014, a seguito della fusione con le altre società assicuratrici del Gruppo Unipol, è diventata UnipolSai.

## Storia

### Da Sai a Fondiaria-Sai

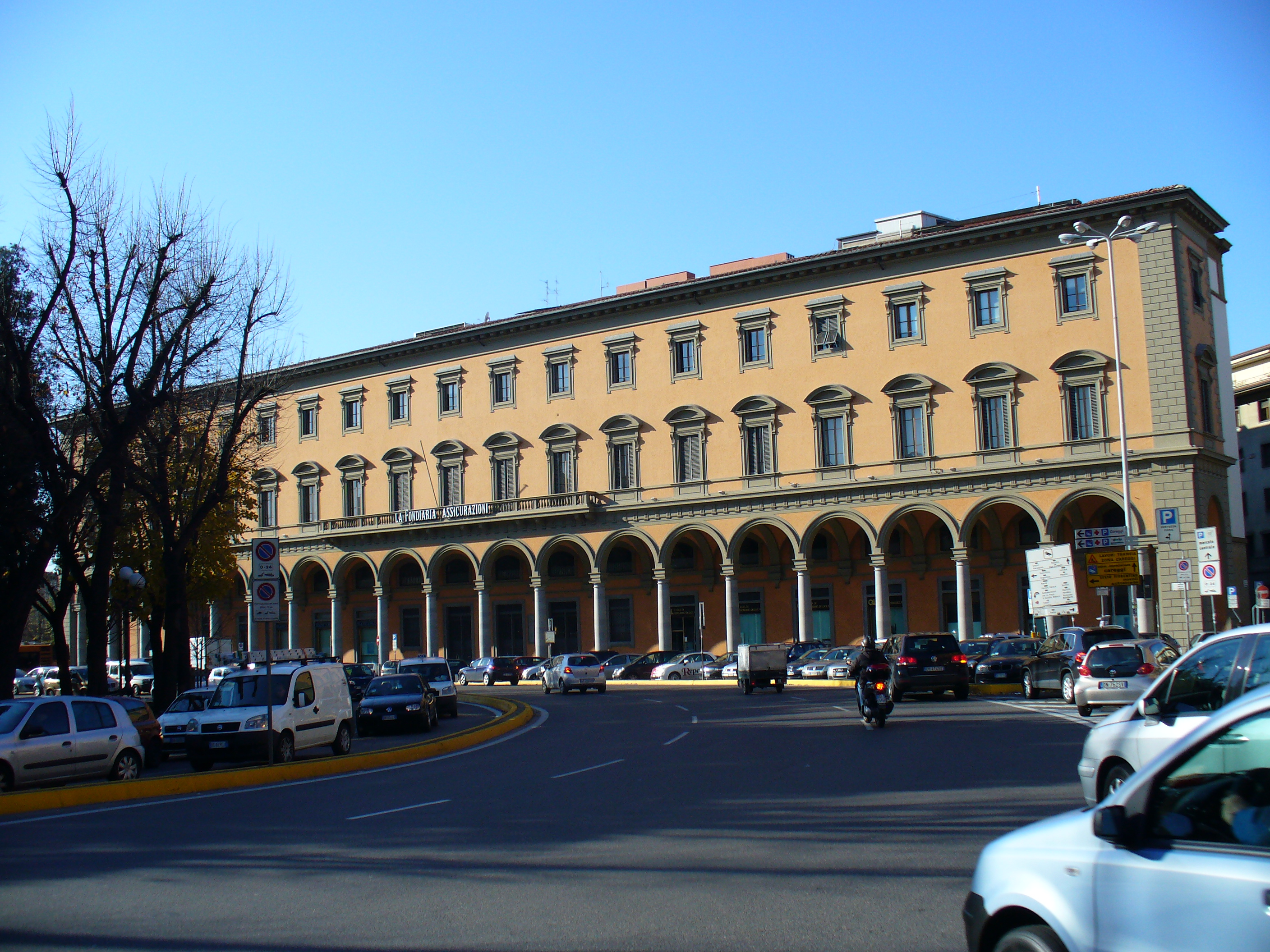
Ex palazzo della Fondiaria-Sai (ora dell'UnipolSai) in Piazza della Libertà a Firenze

La Fondiaria-Sai divenne operativa il 31 dicembre 2002, dopo che La Fondiaria S.p.A., fondata il 15 gennaio 1879 a Firenze, si  fuse per incorporazione nella Società Assicuratrice Industriale S.p.A. (SAI), fondata il 29 settembre 1921 a Torino, che venne così rinominata dopo aver spostato la propria sede legale da Torino a Firenze.
Fondiaria-Sai era la compagnia italiana leader nei rami auto, con una posizione di assoluto rilievo nel settore danni.
Operava capillarmente su tutto il territorio nazionale, con le due divisioni Fondiaria e Sai per un totale di circa 1200 agenzie, oltre alle controllate Milano Assicurazioni - gruppo anch'esso quotato - SIAT (Genova, specializzata nei rami trasporti), Pronto Assistance (assicurazione di tutela legale) e alla serba DDOR Novi Sad.
Il 21 dicembre 2009 la sede legale del gruppo ritornò nuovamente a Torino.

#### Bilanci
A seguito delle catastrofiche perdite registrate negli esercizi 2009-2012 (a livello consolidato: circa 400 milioni nel 2009, circa 900 milioni nel 2010, circa 700 milioni nel 2011, per via della variazione negativa delle riserve tecniche, e ulteriori 800 milioni nel 2012), Fondiaria-Sai fu costretta a una duplice ricapitalizzazione: una da 450 milioni nell'estate del 2011, e una da 1.100 milioni (a fronte di una capitalizzazione di borsa di circa 250 milioni che è stata praticamente azzerata) nell'estate 2012; quest'ultima in concomitanza con un aumento di capitale di eguale importo della nuova controllante Unipol Gruppo Finanziario S.p.A., i cui maggiori azionisti sono le imprese del movimento cooperativo aderenti a Legacoop per il tramite della holding Finsoe S.p.A.
I principali dati consolidati al 31 dicembre 2012 erano:
- circa 8 milioni di clienti
- oltre 10 miliardi di euro di premi raccolti
- oltre 7.400 dipendenti

### Dal 2014 UnipolSai
Nel dicembre 2013, viene approvata da parte delle rispettive assemblee, la fusione per incorporazione in Fondiaria-Sai di Milano Assicurazioni, Unipol Assicurazioni e Premafin, che viene rinominata UnipolSai con efficacia dal 6 gennaio 2014.